# Нарвский 13-й гусарский полк

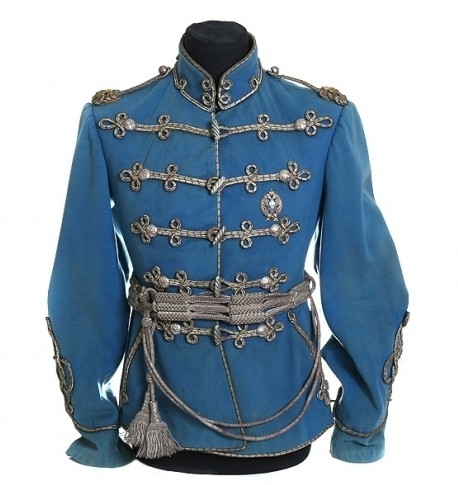
Мундир ротмистра 13-го Нарвского гусарского полка, 1910-е гг.

13-й гусарский Нарвский Его Императорского Королевского Величества Императора Германского Короля Прусского Вильгельма II полк, 
с 26 июля 1914 — 13-й гусарский Нарвский полк — кавалерийская воинская часть Русской императорской армии.
Старшинство: 23 апреля 1705 года.
Полковой праздник: 23 апреля — Св. Великомученика и Победоносца Георгия.

## Места дислокации
- 1820 — г. Прилуки Полтавской губернии[1].

## История

### Императорская армия
- 23.04.1705 г. — создан стольником Юрием Степановичем Нелидинским-Мелецким в Белгороде из местных дворян как Драгунский Ивана Пестова полк в составе 10 рот.
- 1706 г. — драгунский Иоганна-Баптиста Повера-де-Кильбозана
- 1707 г. — Нарвский драгунский;
- 16.02. по 11.11.1727 г. — 1-й Нижегородский;
- 30.03.1756 г. — Нарвский конно-гренадерский;
- 19.02.1762 г. — Нарвский кирасирский;
- 25.04.1762 г. — Кирасирский генерал-майора Рейнгольда фон Эссена;
- 5.07.1762 г. — Нарвский конно-гренадерский;
- 14.01.1763 г. — Нарвский карабинерный;
- 29.11.1796 г. — Нарвский драгунский;
- 31.10.1798 г. — Драгунский генерал-лейтенанта Фриза;
- 26.01.1800 г. — генерал-майора А. М. Пушкина;
- 15.10.1800 г. — генерал-майора Портнягина;
- 30.03.1801 г. — Нарвский драгунский;
- 14.12.1826 г. — Нарвский гусарский;
- 22.09.1832 г. — Гусарский Е. И. В. Великого Князя Михаила Павловича;
- 19.09. 1849 г. — Гусарский Е. И. В. Великого Князя Константина Николаевича;
- 19.03.1857 г. — Нарвский гусарский Е. И. В. Великого Князя Константина Николаевича;
- 25.03.1864 г. — 13-й гусарский Нарвский Е. И. В. Великого Князя Константина Николаевича;
- 18.08.1882 г. — 39-й драгунский Нарвский Е. И. В. Великого Князя Константина Николаевича;
- 19.01.1892 г. — 39-й драгунский Нарвский;
- 29.08.1901 г. — 39-й драгунский Нарвский Е. В. Императора Германского, Короля Прусского Вильгельма II;

Я знаю часть (Нарвские гусары), в которой за время долголетнего командования полковников барона Штемпеля и Казнакова офицерам до чина ротмистра вовсе не разрешалось жениться. А кто не оставлял своего намерения, должен был уходить из полка…— Деникин А. И. Старая армия

В Польском крае революция проявилась бурно. В Варшаве было массовое избиение стражников. В университете возникли серьёзные беспорядки. Еврейский погром в Седлеце носил характер жестокой расправы. Начали стрелять евреи, тогда нарвские гусары учинили нечто невероятное. По уставу полка, офицеры — их было до 50 человек — не имели права жениться, только командир был женатый. Можно себе представить, до какой распущенности дошли в обстановке погрома холостяки без узды…— Евлогий (Георгиевский), митр. Путь моей жизни

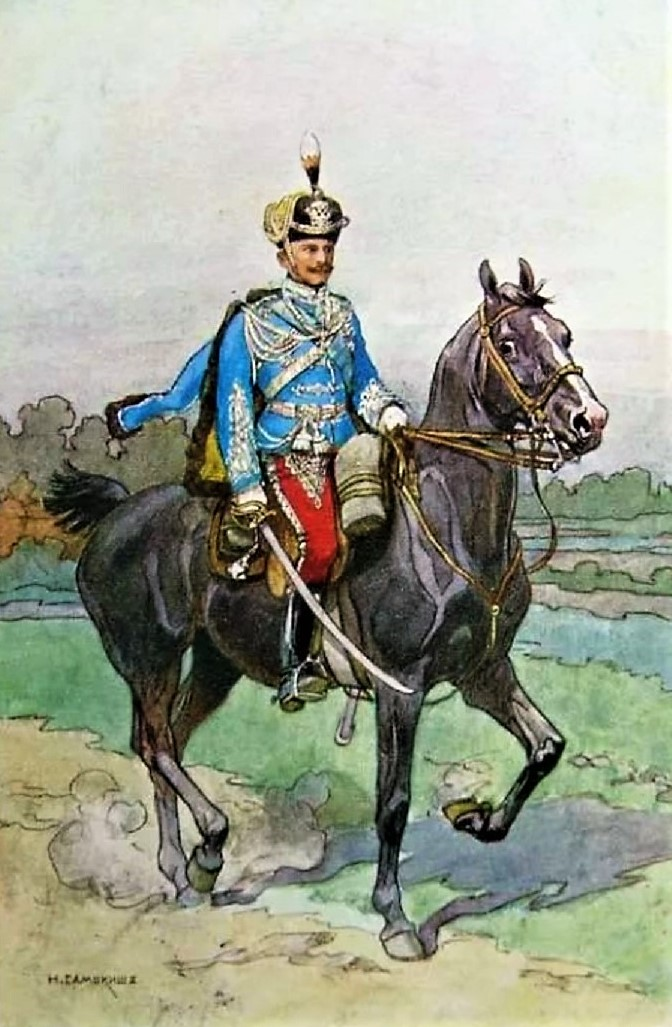
Генерал 13-го гусарского Нарвского полка, художник Николай Самокиш

- 6.12.1907 г. — 13-й гусарский Нарвский Е. В. Императора Германского, Короля Прусского Вильгельма II;
- 26.07.1914 г. — 13-й гусарский Нарвский полк.

### Красная армия
В 1918 году из остатков 13-го гусарского полка, вернувшихся с фронта в Тамбов, был сформирован Нарвский партизанский Красногусарский отряд, который получил из цейхгауза парадную форму полка: доломаны светло-синего цвета, фуражки с жёлтыми околышами, белые прибор и шнуры. На Восточном фронте были переформированы (с добавлением кадра Верхне-Уральского казачьего полка) в Нарвский кавалерийский полк под командованием бывшего унтер-офицера 13-го гусарского полка Фандеева, составив вместе с Путиловским «Стальным» кавалерийским полком бригаду конницы 30-й сд.
Осенью 1919 года на базе бригады была сформирована 10-я кавалерийская дивизия, и полку был присвоен номер 55.
Летом 1920 под командованием Писарева в составе дивизии был переброшен на Западный фронт, где вошёл в состав 3-го Конного корпуса. В боях с поляками полк был разбит, и его остатки были интернированы в Восточной Пруссии.

## Форма 1914 года
Доломан, тулья, клапан пальто, шинели — светло-синий, шлык, околыш, погоны, варварки, выпушка — жёлтые, металлический прибор — серебряный.

### Флюгер
Верх — жёлтый, полоса — белая, низ —- светло-синий.

## Боевые отличия
Отличиями полка были знаки на шапках за турецкую войну 1877—1878 гг. Также у полка был Георгиевский штандарт: незадолго до начала Первой мировой войны состоявший шефом полка германский кайзер Вильгельм II посетил подшефный полк и, объезжая строй гусар, спросил, за что полку был пожалован Георгиевский штандарт. Прозвучал чёткий ответ: «За взятие Берлина, Ваше Величество». Кайзер ответил: «Это очень хорошо, но все же лучше никогда больше этого не повторять!». Встречаются утверждения, что подобный диалог Вильгельма II случился с солдатами не Нарвского 13-го гусарского, а Выборгского 85-го пехотного полка.

## Знаки различия
| Описание                    | Знаки различия по состоянию на 1908—1914 г. | Знаки различия по состоянию на 1908—1914 г. | Знаки различия по состоянию на 1908—1914 г. | Знаки различия по состоянию на 1908—1914 г. | Знаки различия по состоянию на 1908—1914 г. | Знаки различия по состоянию на 1908—1914 г. | Знаки различия по состоянию на 1908—1914 г. | Знаки различия по состоянию на 1908—1914 г. | Знаки различия по состоянию на 1908—1914 г. | Знаки различия по состоянию на 1908—1914 г. |
| --------------------------- | ------------------------------------------- | ------------------------------------------- | ------------------------------------------- | ------------------------------------------- | ------------------------------------------- | ------------------------------------------- | ------------------------------------------- | ------------------------------------------- | ------------------------------------------- | ------------------------------------------- |
| Шнуры наплечные на доломане |                                             |                                             |                                             |                                             |                                             |                                             |                                             |                                             |                                             |                                             |
| Классный чин                | Генерал- фельдмаршал                        | Генерал- от-кавалерии                       | Генерал- лейтенант                          | Генерал- майор                              | Полковник                                   | Подполко́вник                                | Ротмистр                                    | Штабс- ротмистр                             | Пору́чик                                     | Корнет                                      |
| Группа                      | Генералы                                    | Генералы                                    | Генералы                                    | Генералы                                    | Штаб-офицеры                                | Штаб-офицеры                                | Обер-офицеры                                | Обер-офицеры                                | Обер-офицеры                                | Обер-офицеры                                |

| Описание                    | Знаки различия по состоянию на 1908—1914 г. | Знаки различия по состоянию на 1908—1914 г. | Знаки различия по состоянию на 1908—1914 г. | Знаки различия по состоянию на 1908—1914 г. | Знаки различия по состоянию на 1908—1914 г. | Знаки различия по состоянию на 1908—1914 г. | Знаки различия по состоянию на 1908—1914 г. |
| --------------------------- | ------------------------------------------- | ------------------------------------------- | ------------------------------------------- | ------------------------------------------- | ------------------------------------------- | ------------------------------------------- | ------------------------------------------- |
| Шнуры наплечные на доломане |                                             |                                             |                                             |                                             |                                             |                                             |                                             |
| Воинское звание             | Подпрапорщик                                | Подпрапорщик (на должности Вахмистра)       | Вахмистр                                    | Старший Унтер-офицер                        | Младший Унтер-офицер                        | Ефрейтор                                    | Гусар                                       |
| Группа                      | Унтер-офицеры                               | Унтер-офицеры                               | Унтер-офицеры                               | Унтер-офицеры                               | Унтер-офицеры                               | Рядовые                                     | Рядовые                                     |

## Шефы
- 03.12.1796—07.10.1797 — генерал-майор барон Меллер-Закомельский, Пётр Иванович
- 07.10.1797—30.10.1797 — генерал-майор Бессин, Иван Мартынович
- 30.10.1797—15.11.1797 — генерал-майор Финк, Пётр Иванович
- 15.11.1797—16.11.1797 — генерал-майор Обрезков, Михаил Алексеевич
- 16.11.1797—26.01.1800 — генерал-майор (с 29.10.1799 генерал-лейтенант) Фриз, Карл Фёдорович
- 26.01.1800—03.04.1800 — генерал-майор Пушкин, Алексей Михайлович
- 30.03.1801—01.09.1814 — генерал-майор Портнягин, Семён Андреевич
- 22.09.1832—19.09.1849 — Великий Князь Михаил Павлович
- 19.09.1849 — 18.01.1892 — Великий Князь Константин Николаевич
- 29.08.1901— 26.07.1914 — император Германии Вильгельм II

## Командиры
- 23.04.1705 — xx.09.1706 — подполковник Пестов, Иван
- xx.09.1706 — xx.xx.xxxx — полковник Повер де Кильбозан, Иоганн Баптист (он же Иван Паур)
- xx.xx.1710 — xx.xx.xxxx — полковник Манштейн, Арист Христофорович
- 01.06.1760 —  18.05.1766 — полковник (с 24.11.1764 бригадир) граф Апраксин, Пётр Фёдорович
- 22.05.1766 — 21.04.1773 — полковник Абалдуев, Платон Никитич
- xx.xx.1785 — xx.xx.xxxx — полковник граф О'Рурк, Корнелиус[5]
- 31.03.1798 — 03.04.1800 — майор (с 02.11.1798 подполковник, с 22.01.1800 полковник) фон Кауфман, Густав Фёдорович
- 09.04.1807 — 04.12.1807[6] — полковник барон Бомбель, Александр Васильевич
- 06.02.1813 — 28.10.1814 — полковник Улан, Давыд Александрович
- 01.06.1815 — 10.08.1820 — полковник Галионка, Афанасий Яковлевич
- 10.08.1820 — 28.02.1829 — полковник Гельфрейх, Егор Иванович
- 13.05.1829 — 19.09.1841 — подполковник (с 02.10.1831 полковник, с 30.08.1839 генерал-майор) Данилевский, Яков Иванович
- 24.10.1841 — 05.11.1844 — полковник (с 08.09.1843 генерал-майор) Дараган, Пётр Михайлович
- 12.12.1844 — 03.11.1849 — полковник Энгельгардт, Василий Богданович
- 03.11.1849 — 01.01.1856 — полковник (с 06.12.1853 генерал-майор) барон Винцингероде, Фердинанд Фердинандович
- 04.01.1856 — хх.хх.1857 — полковник (с 26.08.1856 генерал-майор) фон Штакельберг, Егор Егорович
- хх.хх.1857 — 02.08.1863 — полковник Иванчин-Писарев, Михаил Михайлович
- 02.08.1863 — 06.01.1865 — полковник Олсуфьев, Алексей Васильевич
- 06.01.1865 — 18.01.1865 — полковник фон Грейфентурн, Эммануил Антонович
- 18.01.1865 — xx.xx.1868 — полковник Эрдели, Феодосий Петрович
- 12.05.1868 — хх.хх.1870— полковник Скаруппа, Василий Андреевич
- 15.07.1870 — 01.07.1880 — полковник (с 01.06.1880 флигель-адъютант) Пушкин, Александр Александрович
- 01.07.1880 — 13.03.1885 — полковник Белогрудов, Иван Николаевич
- 13.03.1885 — 20.09.1894 — полковник барон Штемпель, Рейнгольд-Франц-Оскар Александрович
- 09.11.1894 — 07.04.1899 — полковник барон Рауш фон Траубенберг, Евгений Александрович
- 26.04.1899 — 15.04.1905 — полковник Казнаков, Николай Николаевич
- 15.04.1905 — 15.05.1908 — полковник барон Будберг, Александр Александрович
- 15.05.1908 — 03.06.1914 — полковник (с 14.04.1913 генерал-майор) Лазарев, Владимир Петрович
- 27.06.1914 — 12.09.1915 — полковник Половцов, Николай Петрович
- 16.09.1915 — 27.01.1917 — полковник Оноприенко, Александр Александрович
- 09.02.1917 — 11.05.1918 — полковник Григоров, Михаил Михайлович